# 盘锦地区
盘锦地区，辽宁省已撤消的地区。1970年由盘锦垦区改置。在今辽宁省北部。

## 历史沿革
- 1955年为辽宁省盘锦国营农场管理局。1956年2月，盘山县划归辽阳专区领导。
- 1956年11月，盘锦地区国营农场管理局改为盘锦农垦局，直属农垦部。
- 1970年1月，在盘锦垦区内分设盘山区和大洼区（县级）。
- 1970年7月15日，将盘锦垦区改为盘锦地区，辖盘山区和大洼区，直属辽宁省。
- 1975年11月，盘锦地区与营口市合并。原地区所辖盘山区、大洼区改为盘山县、大洼县，均属营口市辖。同时将台安县划归鞍山市。
- 1984年6月5日，经国务院批准，撤销盘山县，设立盘锦市（地级），直属辽宁省。